# Linda Andrews
Linda Andrews, all'anagrafe Linda Andreasen (Tórshavn, 19 ottobre 1973), è una cantante faroese, vincitrice della seconda edizione di X Factor Danimarca.

## Biografia
Linda Andrews è cresciuta con quattro fratelli più grandi nel quartiere Vesturbýurin di Tórshavn. Dopo aver studiato per alcuni anni nel nord della Danimarca da adolescente, è tornata alle Isole Fær Øer per seguire un corso di studi in economia aziendale. A 21 anni si è trasferita a Copenaghen per dedicarsi alla sua carriera musicale, in seguito alla sua esperienza nel coro della chiesa pentecostale di sua appartenenza alle Fær Øer.
Nel 2009 ha partecipato alla seconda edizione del talent show X Factor Danimarca. La sua vittoria le ha garantito un contratto discografico dal valore di un milione di corone con la Sony Music. Il suo singolo di debutto Det bedste til sidst ha debuttato alla vetta della classifica danese Track Top-40, rimanendo al primo posto per tre settimane, ed è stato certificato disco di platino per aver venduto più di 30 000 copie a livello nazionale. Il singolo ha preceduto l'album Into the Light, che ha raggiunto il 2º posto in classifica in Danimarca. A marzo 2012 l'album aveva totalizzato poco più di 10 000 copie vendute.
Nella primavera del 2010, terminato il contratto con la Sony Music, la cantante ha iniziato a pubblicare musica indipendentemente. Per i due album usciti da allora ha scelto uno stile marcatamente gospel, vicino alle sue origini di corista di chiesa. Nel 2018 è stata una dei cinque giudici danesi inviati a Lisbona per l'Eurovision Song Contest 2018.

## Discografia

### Album in studio
- 2008 – Revelation
- 2009 – Into the Light
- 2010 – Tænder et lys
- 2017 – Linda Andrews

### Singoli
- 2009 – Det bedste til sidst
- 2009 – Mirror Mirror
- 2009 – Into the Light
- 2013 – Tears
- 2013 – Never Gonna Let You Down
- 2013 – Jeg gi'r dig tid
- 2013 – Amazing
- 2016 – Born Again in Your Eyes
- 2017 – Save Your Love for Me